# Pletismografia optoelettronica
La pletismografia optoelettronica è un metodo per misurare i parametri di ventilazione tramite la misura delle variazioni della superficie toracica.

## Descrizione
La misura non invasiva della ventilazione polmonare costituisce un problema non ancora completamente risolto. Nella pratica clinica, la procedura più comune e più semplice è quella di convogliare tramite un boccaglio l'aria inspirata ed espirata, misurandone il flusso (mediante uno pneumotacografo) oppure il volume (mediante uno spirometro).
Questa procedura presenta però alcune importanti limitazioni. Il boccaglio non può essere utilizzato per lunghi periodi di tempo, limita la mobilità del soggetto, introduce un volume addizionale ("spazio morto") che può alterare il pattern ventilatorio, e rende il soggetto conscio della misura che si sta effettuando (alterando quindi i normali parametri ventilatori). Inoltre la misura risulta molto difficoltosa, se non impossibile, su pazienti non collaboranti, su bambini, durante il sonno o la fonazione.
Un approccio alternativo alla misura del flusso o del volume polmonare alla bocca del soggetto è costituito dalla stima delle variazioni di volume del tronco tramite la misura del movimento di alcuni punti del torace. Tra questi dispositivi i più comuni sono i  pletismografi a induttanza variabile che utilizzano bande posizionate a livello della gabbia toracica e dell'addome.
La calibrazione di questi dispositivi presenta numerose limitazioni che rendono questi sistemi degli strumenti in grado di fornire una descrizione solo qualitatitiva delle variazioni del volume polmonare e dei movimenti toraco-addominali.
La pletismografia optoelettronica, sviluppata presso la Fondazione Don Gnocchi in collaborazione con il Dipartimento di Bioingegneria del Politecnico di Milano, consente di superare molti di questi limiti.
Questa metodica è in grado di fornire in continuo la misura accurata del volume assoluto della parete toraco-addominale e delle variazioni del volume polmonare senza necessitare l'uso del boccaglio o altre connessioni con il paziente e senza il bisogno di collaborazione da parte del paziente.
La tecnica è basata sul rilievo del movimento di un insieme di marcatori, costituiti da piccole semisfere di plastica ricoperte da materiale retro-riflettente, posizionati sulla pelle del paziente mediante carta biadesiva. I marcatori, posti sul torace e sull'addome del soggetto, vengono analizzati da un sistema di analisi del movimento costituito da alcune telecamere che inquadrano il soggetto e da un processore di immagini che identifica in tempo reale la posizione dei marcatori. Successivamente viene ricostruita la posizione dei marcatori nello spazio tridimensionale e, sulla base di un modello geometrico, viene calcolato il volume racchiuso dalla parete toraco-addominale e le sue variazioni durante la respirazione. 
La pletismografia optoelettronica può essere utilizzata per calcolare in modo estremamente accurato le variazioni di volume totale e dei diversi compartimenti toraco-addominali in diverse posture, durante esercizio e ventilazione meccanica.
La validazione del metodo è stata effettuata confrontando le variazioni di volume totale ottenute mediante spirometria o flussimetria con le variazioni di volume della parete toracica nel corso di diverse manovre respiratorie. In generale la relazione tra queste misure è risultata coincidente con ottima approssimazione. 
La pletismografia optoelettronica risolve il problema del monitoraggio respiro per respiro della variazione dei volumi polmonari, caratteristica che apre importanti prospettive nella valutazione funzionale di diverse patologie respiratorie, nello studio dell'esercizio (per la quantificazione respiro per respiro delle variazioni del volume di fine espirazione) e in terapia intensiva (ad esempio per lo studio degli effetti di diverse modalità di ventilazione meccanica).